# Фрібург (Іллінойс)
Фрібург (англ. Freeburg) — селище (англ. village) в США, в окрузі Сент-Клер штату Іллінойс. Населення — 4582 особи (2020).

## Географія
Фрібург розташований за координатами 38°26′25″ пн. ш. 89°54′59″ зх. д. / 38.44028° пн. ш. 89.91639° зх. д. (38.440263, -89.916522).  За даними Бюро перепису населення США в 2010 році селище мало площу 18,20 км², з яких 17,54 км² — суходіл та 0,66 км² — водойми.

## Демографія
Згідно з переписом 2010 року, у селищі мешкали 4354 особи в 1713 домогосподарствах у складі 1215 родин. Густота населення становила 239 осіб/км².  Було 1795 помешкань (99/км²).
Расовий склад населення:
| - 97,8 % — білих - 0,4 % — чорних або афроамериканців - 0,3 % — корінних американців - 0,3 % — азіатів - 0,1 % — вихідців з тихоокеанських островів |

До двох чи більше рас належало 0,8 %. Частка іспаномовних становила 1,1 % від усіх жителів.
За віковим діапазоном населення розподілялося таким чином: 22,3 % — особи молодші 18 років, 62,4 % — особи у віці 18—64 років, 15,3 % — особи у віці 65 років та старші. Медіана віку мешканця становила 41,9 року. На 100 осіб жіночої статі у селищі припадало 92,8 чоловіків;  на 100 жінок у віці від 18 років та старших — 89,6 чоловіків також старших 18 років.
Середній дохід на одне домашнє господарство  становив 86 312 долари США (медіана — 76 786), а середній дохід на одну сім'ю — 108 581 долар (медіана — 102 303). Медіана доходів становила 54 167 доларів для чоловіків та 45 326 доларів для жінок. За межею бідності перебувало 5,7 % осіб, у тому числі 8,7 % дітей у віці до 18 років та 5,0 % осіб у віці 65 років та старших.
Цивільне працевлаштоване населення становило 2443 особи. Основні галузі зайнятості: освіта, охорона здоров'я та соціальна допомога — 29,2 %, роздрібна торгівля — 10,4 %, будівництво — 10,2 %, науковці, спеціалісти, менеджери — 10,1 %.